# 미나스제라이스주
미나스제라이스주(브라질 포르투갈어: Estado de Minas Gerais, 문화어:미나스 줴라이스주)는 브라질 남동부에 위치하였으며 고이아스주, 리우데자네이루주, 마투그로수두술주, 바이아주, 상파울루주, 이스피리투산투주, 연방구와 이웃하고 있다.

## 지리
주의 대부분이 브라질고원에 속하는 완만한 고지대이므로, 기후는 비교적 쾌적하다. 열대와 온대의 점이 기후 지대에 속하며, 강수량은 비교적 많으나 하절기에 집중되고 동절기(6월~8월)는 건기에 속해, 동절기에는 비가 거의 오지 않는다.

## 경제
'미나스'는 광산이라는 뜻이며, 이름에 걸맞게 각종 광물자원이 매우 풍부하다. 처음에는 금의 산출로 발전하였으나, 금은 거의 고갈된 대신 철, 망간, 니켈. 보크사이트, 텅스텐 등의 갖가지 광물이 채굴된다. 다이아몬드, 황옥, 자수정 등의 보석도 많이 난다. 그 중에서도 이 주에서 산출되는 가장 유명한 광물은 철로, 세계 최대의 철광 생산지이다. 특히 이타비라 철광산이 유명하다. 이러한 광물자원을 이용한 공업도 성하여 주도 벨루오리존치에 제철공업이 발달하였다. 농목축업도 중요한 산업으로, 커피, 콩, 옥수수 등의 대규모 산지이며, 소의 방목도 성하다.

## 인구
| 연도    | 인구       | ±%     |
| ------- | ---------- | ------ |
| 1872    | 2,039,735  | —      |
| 1890    | 3,184,099  | +56.1% |
| 1900    | 3,594,471  | +12.9% |
| 1920    | 5,888,174  | +63.8% |
| 1940    | 6,763,368  | +14.9% |
| 1950    | 7,782,188  | +15.1% |
| 1960    | 9,960,040  | +28.0% |
| 1970    | 11,645,095 | +16.9% |
| 1980    | 13,651,852 | +17.2% |
| 1991    | 15,731,961 | +15.2% |
| 2000    | 17,905,134 | +13.8% |
| 2010    | 19,597,330 | +9.5%  |
| 2022    | 20,539,989 | +4.8%  |
| Source: |            |        |

## 주요 도시
- 벨루오리존치
- 콘타젱
- 베칭
- 주이스지포라
- 몬치스클라루스
- 고베르나도르발라다레스